# Café Türk

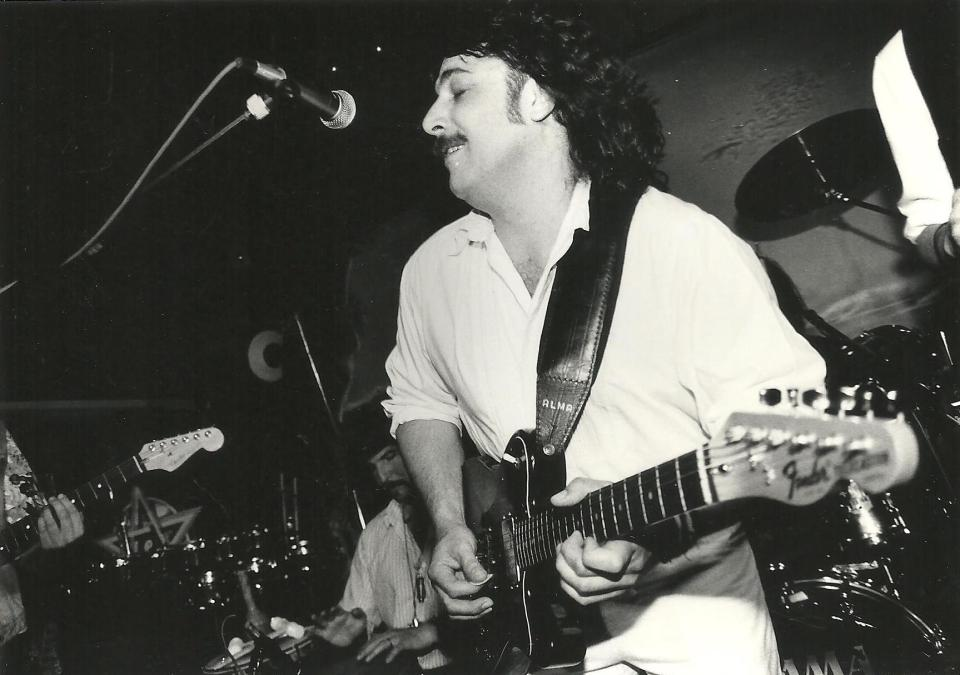
Auftritt 2025, Metin Demiral

Café Türk ist eine schweizerisch-türkische Ethno-Band aus Schaffhausen. Sie bestand von 1983 bis 1990 und ist nach ihrer Wiederentdeckung 2019 bis heute aktiv.

## Bandgeschichte

### 1983 – 1990
Café Türk wurde 1983 von Metin Demiral und Stefan Bittlinger-Grob in Ramsen gegründet. Ihr erster Song Haydi Yallah entstand in einem Kellerstudio und verband Discobeats mit einer satirischen Erzählung über den osmanischen Reiseschriftsteller Evliya Çelebi, der durch Europa reist und aus einem deutschen Nachtclub geworfen wird. Die Geschichte war eine Anspielung auf die Migration türkischer Arbeiter nach Deutschland in den 1960er Jahren.
Mit diesem Song gewann Café Türk 1983 einen Musikwettbewerb des Labels Türküola, das die beste türkische Nachwuchsband Europas suchte. Dies führte zur Gründung einer bis zu zehnköpfigen Band und zur Veröffentlichung des Debütalbums Pizza Funghi (1985). Die Band spielte auf verschiedenen Veranstaltungen, unter anderem bei Gewerkschaften, die türkische Einwanderer vertraten. Es folgten die Alben Giriş Serbest (1989) und Duty Free (1990), bevor sich Café Türk auflöste.
Nach dem Ende der Band leitete Metin Demiral einen Musikclub in Schaffhausen.

### Wiederentdeckung 2019
2019 kontaktierte eine Mitarbeiterin des Londoner Labels Zel Zele Metin Demiral. Ein DJ aus Istanbul hatte ein Bootleg-Tape von Café Türk entdeckt und wollte einen Song für eine geplante Compilation vorschlagen. Dies führte zu einer umfassenden Wiederveröffentlichung: Viele der alten Masterbänder waren beschädigt, konnten aber restauriert werden.
2020 erschien eine kompilierte Doppel-LP von Zel Zele mit alten und unveröffentlichten Songs der Band. 2022 folgte Live in Neunkirch 1990. 2024 veröffentlichte Café Türk mit Doğu Ekspresi ihr erstes Studioalbum nach über 30 Jahren.

## Stil
Die Musik der Band ist eine Mischung aus Rock, Reggae, New Wave, Disco und Hip-Hop mit Einflüssen aus der türkischen und aserbaidschanischen Musikkultur. Neben traditionellen Rock-Instrumenten verwendet die Band Akkordeon, Vibrafon, Querflöte, Saxofon, Klarinette, Trompete sowie traditionelle Instrumente wie Baglama, Oud oder Kanun. Gesungen wird hauptsächlich auf Türkisch, gelegentlich auch auf Deutsch.

## Diskografie

### Studioalben
- 1985: Pizza Funghi (Sound Concept Records)
- 1989: Giriş Serbest (Sound Concept Records)
- 1990: Duty Free (Fun Key)
- 2024: Doğu Ekspresi (Sound Concept Records)

### Livealbum
- 2022: Live in Neunkirch 1990 (Sound Concept Records, Doppel-LP/CD)

### Single
- 1987: Ali Baba / Zeynep (Sound Concept Records)

### Compilation
- 2020: Café Türk (Zel Zele) – Sammlung mit Songs aus der gesamten Diskografie der Band, ergänzt um unveröffentlichte Aufnahmen.

### Samplerbeitrag
- 2023: Mehmet Aslan presents Senza Decoro: Liebe + Anarchia in Switzerland 1980–1990 (Strut Records / K7 Music GmbH) – Enthält den Song "Söyledir".

### Kassette
- 1986: Haydi Yallah (Bootleg) (Teleskop Produced) – Raubkopie des ersten Albums Pizza Funghi.

## Auszeichnungen
- 1983: Beste türkische Band in Europa – Auszeichnung durch das Label Türküola.

## Besetzung

### Aktuelle Mitglieder
- Metin Demiral – Gesang, Gitarre, Saz, Akkordeon, Keyboards, Synthesizer, Perkussion
- Bruno «Buddy» Niederhauser – Bass
- Dani Leu – Altsax, Klarinettono

### Ehemalige Mitglieder
- Andreas Bossert – Gitarre, Oud, Gesang
- Stefan «Bittel» Bittlinger-Grob – Drums, Vibrafon, Piano, Perkussion, Bass
- Christian «Haki» Haag – Bass
- Markus Bodenmann – Keyboards
- «Yogi» Brunner – Keyboards
- Cüneyt Kafadaroglu – Keyboards
- Bernie Ruch – Perkussion
- Joni Schütt – Saxofon, Klarinette
- Urs Bosshard – Saxofon
- Beat Bosshard – Trompete
- Marc Häusermann – Posaune
- Suzan Doğan-Demiral, Deniz Demiral, Susan Mathern – Chorgesang

### Gastmusiker
- Jeff Binoth – Gitarre
- Hans «Hausi» Naef – Gitarre
- Klaus Imhof – Synthesizer
- Hardy von Bargen, Mario Marcolli, Peter Oertli – Bläsersektion (von Downtown Six)
- Burhan Öçal – Davul
- Kemal Özgen – Kanun
- Mustafa Ertuğrul – Saz